# 海船部队 (越南共和国)
海船部队（越南语：／）是越南共和国的海上安全部队，由海军训练的平民组成，并与越南共和国国家警察一起工作。该部队成立于 1960 年， 并于 1965 年并入越南共和国海军(RVNN)

## 历史

### 设立
越南共和国的海岸部队的起源可以追溯到 1960 年 4 月，当时美国太平洋司令部(CINCPAC) 总司令哈里·D·费尔特海军上将建议南越海军在遏制敌方物资从海上运输的任务中分担更多的责任。部分由于这一建议，吴廷琰总统成立了海岸部队，通常被称为“海船部队”（Junk Force），作为南越国防部直属的一个自主单位。将沿海部队作为准军事部队的想法非常符合肯尼迪政府的理念，即本土组成的自卫部队相较于美军而言是打击越共(VC) 叛乱的最佳手段之一。因此，政府命令国防部通过资助南越的造船厂建造 501艘戎克船来补充这支新部队。
由越南共和国海军指挥官胡进权撰写的海岸部队最初计划要求配备 420 艘帆船和 63 艘配备马达的机动帆船，由来自当地渔村的 2,200 名平民非正规军使用，在近海沿海水域巡逻长达5英里（8.0）从海岸。 胡进权希望他的部队能够自然地融入沿海渔船，让他的部队能够掩盖他们的真实身份，直到他们接近可疑的渔船执行搜索和登船任务。该计划要求建立 21 个帆船师（也称为沿海师），每个帆船师有 23 艘帆船。每个师将巡逻30英里（48）南北延伸的南越海岸线，他们的行动将由沿海指挥监视中心的无线电协调。反过来，海船部队向南越海军四个沿海地区之一报告。这些地区的总部设在岘港(I)、芽庄(II)、头顿(III) 和安泰(IV)，每个地区指挥官都控制在其地区内行动的所有海上力量。 1963 年 10 月 16 日，顾问团说服南越海军创建四个海军区司令部，分别负责从北部的第 1 海军区到泰国湾的第 4 海军区。此后，一名总指挥官的职责范围与陆军军团指挥官的职责范围相对应，负责指挥特定区域的海上部队、内河部队和沿海部队的行动。

### 工作条件与船只状况
到 1963 年底，帆船队已发展到 632 艘帆船和 3,700 名平民招募而来的船员。然而，从一开始，一系列问题就困扰着这个刚刚起步的准军事组织。事实证明，为新部队招募水手比预期的还要困难。因为越南南部的渔民以海上打渔为生，对加入海船队兴趣不大。 海军只能相反招募北方来南越的城市农民和难民。由于这些人本身没有航海传统，北方人很容易一有机会就离开或逃避服役。入伍人数很少能够跟上自然减员的步伐，在整个 1963 年至 1964 年期间，平均每月有超过 106 名水手由于工作的条件过于恶劣而选择跑路，海船部队的开小差和旷工率也很高。
1963 年 2 月对第四海岸巡逻区的在编人员进行的一项调查发现，该单位 657 名值班人员中有 500 多人在过去六个月中没有领到任何工资，更没有人接受过任何正式培训就直接承担任务。 “当时许多在帆船上的人以前从未开过枪或上过帆船。 更不用说，士气根本不存在，每周大约有 50 人开小差。”西贡海军咨询小组 1964 年的一项研究证实了这些观察结果，指出问题的根本原因是帆船船员的薪酬和福利低下。这些人不仅工资微薄，而且司令部也很少收到提供给水手们的便餐、停泊和基本医疗费用的资金。在 1963 年对第33帆船师进行的一项医学调查中，一位顾问发现超过 50% 的船员患有某种可治愈的疾病。许多疾病都是由不卫生的水引起的，因为他的沿海分部没有资金购买水处理片（碘）。只有 30% 的船员注射了破伤风疫苗，只有 15% 的人接受了常规剂量的氯喹（一种疟疾预防剂）。
木制帆船需要比计划更多的维护，因为它们容易受到海洋蠕虫的侵扰和腐烂。 南越和美国海军于 1964 年 5 月进行的一项调查发现，有 174 艘帆船被搁置维修，还有 64 艘无法修复。在第四海军区，121 艘帆船中有 98 艘因维修问题而停止行动。南越政府应为这些问题承担大部分责任，因为它倾向于以牺牲现有部队的维护为代价来资助部队的持续扩张，但海军部队缺乏定期预防性维护也应受到指责。

## 行动表现
在操作上，海船队的工作不仅乏味而且危险。机动的越共帆船经常在航行和火力上超过海船队的许多帆船；他们的木壳几乎无法抵御越共的子弹。在运河和支流的浅水区，帆船往往无法跟随较小的越共舢板。由于飞机常常不可用以及飞机与帆船之间的通信困难，越南共和国空军(RVNAF) 侦察机试图增援帆船巡逻的几次尝试都失败了。
尽管存在许多问题，海船队还是产生了令人印象深刻的数据。仅在 1963 年期间，海岸部队和海上部队（一支由大型船只组成的深水部队）就检查了 127,000 艘帆船和 353,000 名渔民。此外，海岸部队拘留了 2,500 名越共嫌疑人，海上部队拘留了另外 500 名。
继 1965 年 2 月的Vũng Rô Bay 事件之后，北越130英尺（40）长钢壳货船设法通过南越海军的沿海巡逻，南越海军（在南越陆军（ARVN）和南越空军的支持下）花了四天多的时间来确保该地区的安全并扣押船上的货物，一份关于南越海军发现，海船队的人员“大体上是文盲”，“在最困难的生活条件下和极其简陋的环境上”工作。除了遭受几乎持续不断的维护问题外，部队的木帆船数量不足，无法追赶速度更快的机动帆船，更不用说像 145 号船这样的钢制拖网渔船了。许多帆船师的基地也位于越共控制的地区，当地安全部队很少或没有。部队内部的通讯线路“几乎可以忽略不计”。
1965年，沿海船队的状况更糟。尽管这支部队巡逻着“市场时间行动”封锁线的重要内部屏障，并负责控制大片海岸线，但从许多方面来看，它是链条中最薄弱的一环。平均而言，在任何给定时间只有不到 40% 的部队在巡逻，其余 60% 要么正在维修，要么由于人力短缺、基地防御要求或缺乏进攻能力而无法运作。在头顿以北，越共控制了大约142英里（229）的591英里（951）海岸线和该镇以南300英里（480）的400英里（640）海岸。在许多情况下，沿海部队基地只不过是敌对领海中能够勉强控制的岛屿。
1965 年初，海岸部队由 526 艘帆船组成，分配给分布在整个南越海岸的 28 个海岸部队师。这支部队包括 81 艘指挥帆船、90 艘机动帆船、121 艘纯机动船和 234 艘纯帆帆船。指挥帆船是相对有能力的船只。这些指挥船只装备了白朗宁M2重机枪和白朗宁M1919中型机枪，他们的长度为54英尺（16），最大速度可达 12 节——足以拦截越共使用的类似船只。 31英尺（9.4）长的小船从另一方面来讲，更多的是负债而不是资产，并不能发挥他们在战争中的作用。他们往往是只能携带三到五人的小帆船，并且其中的船员只携带轻武器，他们没有希望能阻止装配马达的快艇突破者。从 1964 年开始，海军咨询小组建议将所有这些小帆船从舰队中剔除； 1965 年有 134 架退役，其余的计划于 1966 年初退役。为了取代它们，西贡海军造船厂在 1965 年期间建造了 90 艘“Yabuta”型帆船。 1961年西贡海军造船厂的日本工程师Yabuta先生最初设计了57英尺（17）帆船。它配备一挺 .30 口径的机枪，具有 110 马力的柴油发动机，能够产生 10 节的速度，并且完全由玻璃纤维制成，无需处理船体以防止钻木头的Teredo 蠕虫。相比之下，木帆船需要每三个月对船体进行一次刮擦、喷灯和重新密封。美国军事援助计划为建筑材料和发动机提供资金，越南人支付建造帆船的船厂工人的工资。在第一批 Yabuta设计的帆船建造完成后，产量显着放缓。 1966 年，西贡海军造船厂只建造了 9 艘帆船，而 1967 年则只有 15 艘。生产从 1965 年的每周三艘帆船增加到 1967 年的每五周一艘，因为私营造船公司以平均高于政府支付给他们的三倍的薪水吸引造船厂工人。
1965 年 3 月 28 日至 4 月 17 日期间，第 71 特遣队报告其行动区域有 14,962 艘帆船。其中百分之四十在3英里（4.8）南越海岸，其余 60% 在 3 至40英里（64）从海岸线。 南越海军检查了 2.5% 的前接触者和 7% 的后者。显然，海岸部队跟不上第71特遣队报告的数量。在沿海部队分配给“市场时间行动”的 530 艘帆船中，同一时期只有 33.7% 用于巡逻，而分配给海上部队的 44 艘船只中只有一半参加了巡逻。在给海军作战部长的报告中，美国第七舰队司令保罗·P·布莱克本海军中将总结了如下情况：海船队在效用上可以被视为根本不存在 . . .我们必须认识到这条美国海军和南越海军的反渗透链中它是最为薄弱的一环。”  :45最终，海岸部队的一些问题在 1965 年 7 月被并入正规海军后得到缓解，但整个部队的糟糕状态在 1965 年一直持续。
到 1967 年，沿海部队由 27 个沿海小组组成，分布在南越沿海的 22 个地点。每个基地由大约 10 艘帆船和 148 名水手组成。这些男人大多只受过几年小学教育，生活条件简陋，而且远离大城镇的舒适环境。
1975年四三零事件之后，越南共和国灭亡，越南共和国海军随之解散，已经并入海军的海船部队自然也不复存在。